# Hipposideros corynophyllus
Hipposideros corynophyllus är en fladdermusart som beskrevs av Hill 1985. Hipposideros corynophyllus ingår i släktet Hipposideros och familjen rundbladnäsor. IUCN kategoriserar arten globalt som otillräckligt studerad. Inga underarter finns listade i Catalogue of Life.
Arten förekommer i bergstrakter på centrala Nya Guinea. En mindre avskild population hittades på västra Nya Guinea. Utbredningsområdet ligger 1400 till 2700 meter över havet. Individer iakttogs i kalkstensgrottor med skogar i närheten.